# Melipotis agrotoides
Melipotis agrotoides là một loài bướm đêm trong họ Erebidae.